# قهرمانی تنیس دبی
قهرمانی تنیس دبی (انگلیسی: Dubai Tennis Championships) با نام دیگر قهرمانی دوتی فری دبی مسابقات حرفه‌ای تنیس سالانه که در دبی، امارات متحده عربی در فضای باز برگزار می‌شود. مسابقات در پایان ماه فوریه در دو بخش مردان و زنان برگزار می‌شود. این تورنمنت تحت حمایت شیخ محمد بن راشد آل مکتوم، معاون رئیس جمهور و نخست وزیر امارات متحده عربی و حاکم دبی است.